# Администрация церковного имущества Святого Престола
Администрация церковного имущества Святого Престола (или Администрация наследия Святого Престола) (лат. Administratio Patrimonii Sedis Apostolicae, итал. Amministrazione del Patrimonio della Sede Apostolica, сокращенно APSA) — дикастерия Римской курии, которая имеет дело с «собственностью, принадлежащей Святому Престолу, чтобы обеспечивать необходимыми фондами Римскую Курию, для функционирования». (Апостольская конституция Pastor Bonus, 172).  Администрация была учреждена папой римским Павлом VI 15 августа 1967 года. 
Её нынешний председатель — архиепископ Джордано Пиччинотти, S.D.B. с 2 октября 2023 года. Секретарь Администрации — монсеньор Мауро Ривелла с 14 апреля 2015 года. В то время как кардинал Доменико Кальканьо и епископ Нунцио Галантино являются почётными председателями.

## Организация
Администрация состоит из двух секций. Ординарная секция продолжает работу Администрации имущества Святого Престола (итал. Amministrazione dei Beni della Santa Sede) — комиссии, созданной Папой Львом XIII в 1880 году, первоначально в качестве консультативного органа, и которому в 1891 году дали прямую ответственность за управление имуществом, оставшегося у Святого Престола, после полной потери Папской области в 1870 году. Экстраординарная секция управляет средствами, предоставленными правительством Италии в целях осуществления финансовой конвенции прилагающейся к Латеранским соглашениям 1929 года. До создания Администрации церковного имущества Святого Престола, эти последние средства управлялись Специальной Администрацией Святого Престола.
Организационная структура Администрации церковного имущества Святого Престола, с именами своих старших должностных лиц, дается на сайте Святого Престола, который также предоставляет правила, которыми регулируют его функционирование.
Администрация церковного имущества Святого Престола отличается от Префектуры экономических дел Святого Престола.
После Второй мировой войны, Международный валютный фонд признал Администрацию церковного имущества Святого Престола, а не Институт религиозных дел, обычно называемый «Банк Ватикана», центральным банком Ватикана.

## Список председателей Администрации церковного имущества Святого престола
- кардинал Амлето Джованни Чиконьяни (7 мая 1968 — 30 апреля 1969);
- кардинал Жан Вийо (2 мая 1969 — 9 марта 1979);
- кардинал Джузеппе Каприо (28 апреля 1979 — 30 января 1981);
- кардинал Агостино Казароли (30 января 1981 — 8 апреля 1984);
- кардинал Агнелу Росси (8 апреля 1984 — 6 декабря 1989);
- кардинал Росалио Хосе Кастильо Лара (6 декабря 1989 — 24 июня 1995);
- кардинал Лоренцо Антонетти (24 июня 1995 — 5 ноября 1998);
- кардинал Агостино Каччавиллан (5 ноября 1998 — 1 октября 2002);
- кардинал Аттильо Никора (1 октября 2002 — 7 июля 2011);
- кардинал Доменико Кальканьо (7 июля 2011 — 26 июня 2018);
- епископ Нунцио Галантино (26 июня 2018 — 2 октября 2023);
- архиепископ Джордано Пиччинотти (2 октября 2023 — по настоящее время).